# Protógenes Guimarães
Protógenes Pereira Guimarães GCA (Florianópolis, 8 de maio de 1876 — Niterói, 6 de janeiro de 1938) foi um militar e político brasileiro.

## Biografia
Nasceu na então Ilha de Nossa Senhora do Desterro, atual Florianópolis, capital do estado de Santa Catarina e na juventude matriculou-se na Escola Naval, no ano de 1891, iniciando sua carreira na Marinha do Brasil como aspirante a guarda marinha, em 27 de fevereiro de 1891. Chegou a guarda marinha, em 28 de novembro de 1895. Foi promovido a segundo-tenente em 10 de dezembro de 1897. Foi promovido a primeiro-tenente em 20 de dezembro de 1899. Por portaria do Ministro da Marinha de 27 de dezembro de 1910, assumiu o comando efetivo da torpedeira "Silvado", do qual a exercia interinamente. Chegou ao posto de Capitão de Corveta, por merecimento, por decreto presidencial de 29 de novembro de 1911. Foi Chefe de Gabinete do Comandante da Marinha de 12 de janeiro a 23 de agosto de 1916. Em 12 de outubro do mesmo ano, foi designado como primeiro comandante da Escola de Aviação Naval.
Promovido ao posto de Capitão de Mar-e-Guerra, por merecimento, por decreto presidencial de 20 de novembro de 1922. Por decreto de 18 de novembro de 1922, é exonerado, a pedido, do cargo de comandante do Batalhão Naval. Pelo mesmo decreto foi nomeado para comandante da Defesa Aérea do Litoral do Brasil. Chegou à presidência do Clube Naval, no período de 11 de junho de 1923 e 11 de junho de 1925.
Em 1924, enquanto na cidade de São Paulo começou espocar a segunda leva dos movimentos tenentistas, Protógenes Guimarães organizou na cidade do Rio de Janeiro um movimento de apoio aos revoltosos, que tinha como objetivo incitar o levante em diversos pontos do então Distrito Federal. Esta conspiração, conhecida como Conspiração Protógenes foi descoberta pela polícia, levando os principais líderes, como os capitães-tenentes José de Britto Figueiredo e Nelson Simas de Souza, para a prisão em 1927, sendo acusados formalmente pelo Procurador da República em abril do mesmo ano. Foi reformado pelo decreto de 7 de junho do ano seguinte, no posto de Contra Almirante.
Com a vitória da Revolução de 1930, foi nomeado por decreto de 20 de novembro daquele ano, ao cargo de Diretor Geral da Aeronáutica. Foi nomeado também ministro da Marinha durante o período de 9 de junho de 1931 a 12 de novembro de 1935. Foi promovido ao posto de Vice Almirante, por decreto de 29 de setembro de 1932. Em outubro de 1934, concorreu à Câmara Federal pelo Rio de Janeiro, na legenda do Partido Popular Radical (PPR). Eleito, renunciou ao mandato porque Getúlio Vargas se negara a aceitar sua exoneração do Ministério da Marinha, que chefiou até sua eleição ao governo fluminense.
Foi promovido ao posto de Almirante. Após a nomeação de diversos interventores por parte do governo federal, em 1935 os fluminenses o elegeram governador, apoiado pela Coligação Radical Socialista (aliança entre o Partido Popular Radical e o Partido Socialista Fluminense, mas as eleições do dia 25 de setembro - indiretas, votando apenas a Assembleia Legislativa, como previa a Constituição de 1934 - foram anuladas devido a atos de violência. A segunda votação, em 12 de novembro, sacramentou a eleição de Protógenes Guimarães. Com a implementação do Estado Novo, entrega o governo do Rio de Janeiro ao presidente da Assembleia Legislativa, Heitor Barcelos Collet que o repassa ao novo interventor, Ernani do Amaral Peixoto.
A 28 de março de 1935 foi agraciado com a Grã-Cruz da Ordem Militar de Avis de Portugal.
Casou-se com Celita Carneiro e teve dois filhos, Maria José Pereira Guimarães e Délio Pereira Guimarães.